# Carlephyton
Carlephyton é um género botânico da família das aráceas.

## Espécies
- Carlephyton diegoense
- Carlephyton glaucophyllum
- Carlephyton madagascariense